# Cazaunous
Cazaunous är en kommun i departementet Haute-Garonne i regionen Occitanien i södra Frankrike. Kommunen ligger i kantonen Aspet som tillhör arrondissementet Saint-Gaudens. År 2022 hade Cazaunous 65 invånare.

## Befolkningsutveckling
Antalet invånare i kommunen Cazaunous
Referens:INSEE